# 박정희 (뮤지컬)
박정희는 가로세로연구소가 제작한 뮤지컬이다.

## 등장 인물
- 최수형, 김민균 : 박정희역 (아역 : 홍승언)
- 송민경 : 육영수 역
- 노민아 : 박근혜 역
- 임재현 : 차지철 역
- 송형은 : 김일성 역
- 국지용 : 김재규 역
- 강용석 : 김죄규 역
- 김세의 : 차쥐철 역
- 김태균 : 정주영 역
- 기정수 : 백선엽 역
- 유영섭 : 임화수 역
- 맹주원 : 이경령 역
- 김태규 : 이병철 역
- 최국 : 미즈카미 사장 역
- 송치호 : 나가 본부장 역
- 김영수 : 화춘 할배 역
- 조재곤 : 김창룡 역
- 조효정 : 한복집 주인 역
- 신시온 : 부녀회장 역
- 김윤재 : 박선호 역
- 김유리 : 독일파견 간호사 역
- 배우리 : 소록도 환자 역
- 이장섭 : 시위대 리더 역
- 나현수 : 망치 역
- 오경택 : 광부 최씨 역
- 권민성 : 케이팝 스타 역
- 이선 : 비서관 역
- 윤주아 : 소록도 간호원 역
- 온유가 : 부녀회원 역
- 백은지 : 간호원 지원자 역
- 김신희 : 간호원 지원자 역
- 이동명 : 시위대 역
- 시율 : 시위대 역
- 이주아, 윤주혁 : 종현 / 에필로그 손자 역
- 칼 웨인 : 카터 역
- 그래고리 스크리프첸코 : 지맨스 역
- 포레스트 이안 엣슬 : 뤼브케 역
- 블로디 카디릴에프 : 독일의사 역
- 캐서린 케세로 : 마리안느 역
- 메간 아나이스 : 마가렛 역